# Ганс Бонгарц
Ганс Бонгарц (нім. Hans Bongartz, нар. 3 жовтня 1951, Бонн) — німецький футболіст, що грав на позиції півзахисника. По завершенні ігрової кар'єри — тренер.
Виступав, зокрема, за клуби «Шальке 04» та «Кайзерслаутерн», а також національну збірну ФРН.

## Клубна кар'єра
Народився 3 жовтня 1951 року в місті Бонн. В дитинстві займався їздою на велосипеді до початку футбольної кар'єри. Він прийшов на цей вид спорту через свого батька, який протягом багатьох років був головою велосипедного клубу в Бонні. У футбол розпочав грати в юнацькій команді Preußen Duisdorf, з якою 1969 року потрапив у клуб «Боннер».
У дорослому футболі дебютував 1971 року виступами за команду клубу «Ваттеншайд 09», в якій провів три сезони у Регіоналлізі Захід, другому дивізіоні ФРН.
Своєю грою за цю команду привернув увагу представників тренерського штабу клубу «Шальке 04» з Бундесліги, до складу якого приєднався 1974 року. У клубі з Гельзенкірхена відразу став основним гравцем і провів там наступні чотири сезони своєї ігрової кар'єри.
1978 року перейшов до клубу «Кайзерслаутерн», за який відіграв 6 сезонів. Граючи у складі «Кайзерслаутерна» також здебільшого виходив на поле в основному складі команди і став фіналістом Кубка Німеччини в 1981 році. Завершив професійну кар'єру футболіста виступами за команду «Кайзерслаутерн» у 1984 році. Загалом Бонгарц зіграв 298 матчів у Бундеслізі та забив 39 голів.

## Виступи за збірну
18 лютого 1976 року дебютував в офіційних матчах у складі національної збірної Німеччини в товариській грі проти Мальти. Того ж року у складі збірної був учасником чемпіонату Європи 1976 року в Югославії, де зіграв у одному фінальному матчі, забивши свій післяматчевий пенальті, проте його збірна поступилась і здобула «срібло» турніру.
Наступного року зіграв ще дві гри за збірну ФРН. Всього протягом кар'єри у національній команді, яка тривала 2 роки, провів у формі головної команди країни 4 матчі.

## Кар'єра тренера
У жовтні 1985 року Бонгарц завершив навчання, щоб стати футбольним тренером і протягом сезону 1985/86 очолив «Кайзерслаутерн». Його найкращим результатом у Бундеслізі як менеджера стало сьоме місце в 1987 році з «Кайзерслаутерном». Після цього 1988 року став головним тренером швейцарського «Цюриха», тренував команду з Цюриха один рік.
Після цього протягом 1989–1994 років очолював рідну команду «Ваттеншайд 09», а протягом 1994—1996 років очолював тренерський штаб «Дуйсбурга».
1996 року прийняв пропозицію попрацювати у клубі «Боруссія» (Менхенгладбах). Залишив менхенгладбаський клуб 1997 року, а наступного повернувся в рідний «Ваттеншайд 09», де працював до 2004 році.
З 17 лютого по 1 липня 2006 року Бонгарц був головним тренером «Зігена».
У травні 2007 року він став спортивним директором грецького клубу «Шкода Ксанті», але 2008 року покинув клуб. Надалі став проживати в містечку Боттроп і працювати консультантом.

## Титули і досягнення
- Віце-чемпіон Європи: 1976